# Cikote (Kosjerić)
Cikote (Servisch cyrillisch Цикоте) is een plaats in de Servische gemeente Kosjerić. De plaats telt 272 inwoners (2002).